# Manuel Huerta
Manuel ("Manny") Huerta Cardeñas (Havana, 22 maart 1984) is een triatleet uit de Verenigde Staten, die sinds 2013 uitkwam voor Puerto Rico. Hij werd geboren in Cuba. Huerta nam namens de Verenigde Staten deel aan de Olympische Spelen (2012) in Londen, waar hij eindigde op de 51ste plaats in de eindrangschikking met een tijd van 1:53.39. Hij won de zilveren medaille bij de Pan-Amerikaanse Spelen in 2011.

## Palmares

### triatlon
- 2015: 83e WK olympische afstand - 410 p
- 2016: 67e WK olympische afstand - 168 p